# El cura gaucho
Pour plus de détails, voir Fiche technique et Distribution.
El cura gaucho est un film argentin réalisé par Lucas Demare et sorti en 1941.
Le film s'inspire de la vie de José Gabriel del Rosario Brochero (1840-1914), surnommé le « curé gaucho ».

## Synopsis

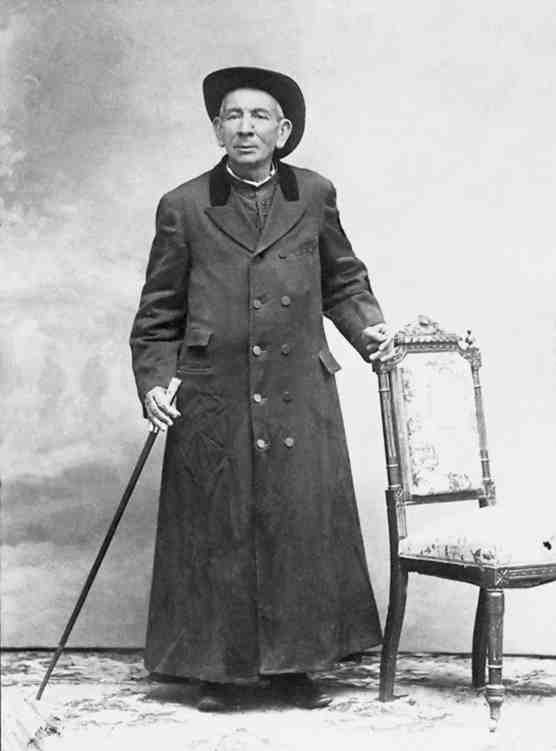
José Gabriel del Rosario, surnommé le curé gaucho.

Le père Brochero est le curé d'une paroisse dans un petit village de montagne, dans la Sierra de Cordoba en Argentine. Il se bat pour le respect de ses paroissiens, lutte contre une épidémie et contre un propriétaire terrien qui tente de chasser les villageois de leurs fermes.

## Fiche technique
- Titre : El cura gaucho
- Réalisation : Lucas Demare
- Assistant réalisateur : Hugo Fregonese[2].
- Scénario : Hugo Mac Dougall et Miguel Mileo
- Musique : Lucio Demare et Juan Ehlert
- Photographie : Bob Roberts
- Montage : Carlos Rinaldi
- Société de production : Pampa Film
- Pays de production :  Argentine
- Genre : Biopic et drame
- Durée : 82 minutes
- Date de sortie : 
  - Argentine : 25 juin 1941

## Distribution
- Aída Alberti
- Enrique Muiño  : José Gabriel del Rosario
- Graciliano Batista
- José Casamayor
- Homero Cárpena
- José De Angelis
- Salvador Lotito
- Mecha López
- René Múgica
- Horacio Priani
- Marino Seré
- Héctor Torres
- Eloy Álvarez